# Гутьеррес де ла Конча, Хосе
Хосе́ Гутье́ррес де ла Ко́нча (исп. José Gutiérrez de la Concha; 4 июня 1809, Кордова, Аргентина — 5 ноября 1895, Мадрид) — испанский генерал и государственный деятель, маркиз де ла Абана. Брат Мануэля Гутьерресa де ла Кончи.
При королеве Изабелле то примыкал к оппозиции, то занимал высокие должности — посланника в Париже, военного министра и министра колоний.
Когда в 1868 году Гонсалес Браво после восстания в Кадисе вышел в отставку, Конча сформировал новое правительство, но вследствие поражения посланных им в Андалусию войск он через 10 дней сложил с себя обязанности премьера.
В 1872—1875 Конча был генерал-капитаном Кубы, позже — президентом сената и командующим северной испанской армией.